# Difficultés matrimoniales
Pour plus de détails, voir Fiche technique et Distribution.
Difficultés matrimoniales, également connu sous le titre Un couple difficile (chinois simplifié : 难夫难妻 ; pinyin : Nánfū nánqī), est un court-métrage muet à sketches chinois réalisé par Zhang Shichuan et Zheng Zhengqiu et sorti en 1913.
Bien que les dialogues ne comportent qu'un peu plus de 1 000 caractères, il s'agit du premier film chinois doté d'un scénario. Il est considéré comme un film perdu,.
Le scénario de Difficultés matrimoniales est écrit par Zheng Zhengqiu sur la base des coutumes locales de sa ville natale, et il disposait déjà d'un scénario écrit spécifiquement pour le tournage, bien qu'il s'agisse d'une version « à sketches » plutôt abrégée.

## Synopsis
Le film se déroule dans la région de Chaozhou, dans le Guangdong, où le mariage arrangé pour raisons économiques est très répandu. Dans le film, deux grandes familles décident de se marier selon l'arrangement de l'entremetteuse. Le soir du mariage, après une série de formalités administratives, un homme et une femme qui ne se connaissent pas sont envoyés dans la chambre nuptiale et commencent une vie difficile en tant que mari et femme. Six mois après le mariage, l'homme a perdu une grosse somme dans un jeu d'argent et le couple s'est disputé, détruisant des objets et se blessant à la tête et aux pieds. Le serviteur prévient les parents des deux familles, qui se rassemblent et s'affrontent sur la route. Arrivées sur place, les deux familles s'asseyent autour de la nouvelle maison, et la tension conjugale se dissipe, si bien que les deux époux font amende honorable l'un envers l'autre.

## Fiche technique
- Titre français : Difficultés matrimoniales[6],[7] ou Un couple difficile[8]
- Titre original chinois : 难夫难妻, Nánfū nánqī[1]
- Réalisation : Zhang Shichuan, Zheng Zhengqiu
- Scénario : Zheng Zhengqiu
- Photographie : Essler
- Sociétés de production : Société cinématographique d’Asie (亚细亚影戏公司)
- Pays de production :  République de Chine
- Langue originale : muet
- Format : Noir et blanc
- Genre : court-métrage muet à sketches
- Durée : 30 minutes
- Dates de sortie : 
  - République de Chine : 29 septembre 1913

## Distribution
- Wang Bing-Seng
- Ding Meng-He